# Pannawit Thongnuam
Pannawit Thongnuam (Thai: ปัณณวิชญ์ ทองน่วม; * 24. Dezember 1995) ist ein thailändischer Badmintonspieler. 

## Karriere
Pannawit Thongnuam nahm 2012 und 2013 an den Badminton-Juniorenweltmeisterschaften teil. Bei den Thailand Open 2012, den Vietnam Open 2013 und den Thailand Open 2013 schied er in der ersten Runde des Hauptfeldes aus. Bei den Chinese Taipei Open 2013 konnte er in die zweite Runde vordringen. Bei den Vietnam International 2013 belegte er Rang drei im Herreneinzel. 2017 siegte er bei den Thailändischen Nationalspielen.